# Bel canto
En la música clàssica, el bel canto (en italià, cant bell, bonic) designa un estil de cant que es caracteritza per la bellesa del timbre i per la recerca de la virtuositat vocal, la vocalització, els ornaments, una gran extensió de la tessitura, etc.
S'originà a Itàlia a finals del segle xvi i arribà a la màxima esplendor al primer terç del segle xix, durant l'època justament anomenada belcantista. Rossini (1792-1868), Bellini (1801-1835) i Donizetti (1797-1848) foren els compositors operístics que millor exemplifiquen aquest estil durant el període comprès entre aproximadament el 1810 i el 1830.
El bel canto es basa en la uniformitat perfecta de la veu, el legato hàbil, un registre alt i clar, una gran agilitat i flexibilitat, i un cert timbre líric, dolç. Trinats, refilets, notes picades, llargues cadències improvisades, etc., en són les principals característiques, especialment durant el segle xvii i el segle xviii. El bel canto emfatitza més la tècnica que no pas el volum. Va significar una demostració de les capacitats vocals dels intèrprets, amb habilitat virtuosa i proeses diverses, a vegades en detriment de l'acció escènica.
Sovint els intèrprets del bel canto estan més preocupats per la demostració de la seua tècnica personal que no pas per l'adequació de les seves intervencions a l'acció escènica i molts compositors -Gluck, Mozart, Rossini, entre altres- van intentar de frenar, amb més o menys èxit, les exageracions dels castrati i de les prime donne. D'altra banda, la virtuositat desenvolupada per aquests cantants ha contribuït no només a fer evolucionar la tècnica del cant en gèneres molt allunyats de l'òpera -en la música sacra, posem per cas-, sinó que també ha estimulat igualment el desenvolupament de la tècnica instrumental: per exemple, en el concert de solista, gènere nascut al començament del segle xviii, les parts confiades als solistes no són, en realitat, altra cosa que del bel canto adaptat a la música instrumental.
El bel canto deriva del procediment d'escriptura musical anomenat monodia acompanyada, una tècnica nascuda juntament amb l'òpera i que en resulta indissociable. Per això se centra, naturalment, al voltant de la melodia: s'oposa doncs al cant polifònic de la fi de l'edat mitjana i del Renaixement i també al corrent musical encetat al segle xix per certs compositors d'òperes, com Berlioz, Wagner o Debussy, per als quals els cantants, la veu i la música, havien d'estar al servei del drama i no al contrari.
D'altra banda, habitualment, hom considera el segle xix com el període que marca el començament del declivi del bel canto, fins a arribar als darrers testimonis, ja entrat el segle xx, dels compositors italians Puccini, Leoncavallo o Mascagni.